# Bankura (Distrikt)

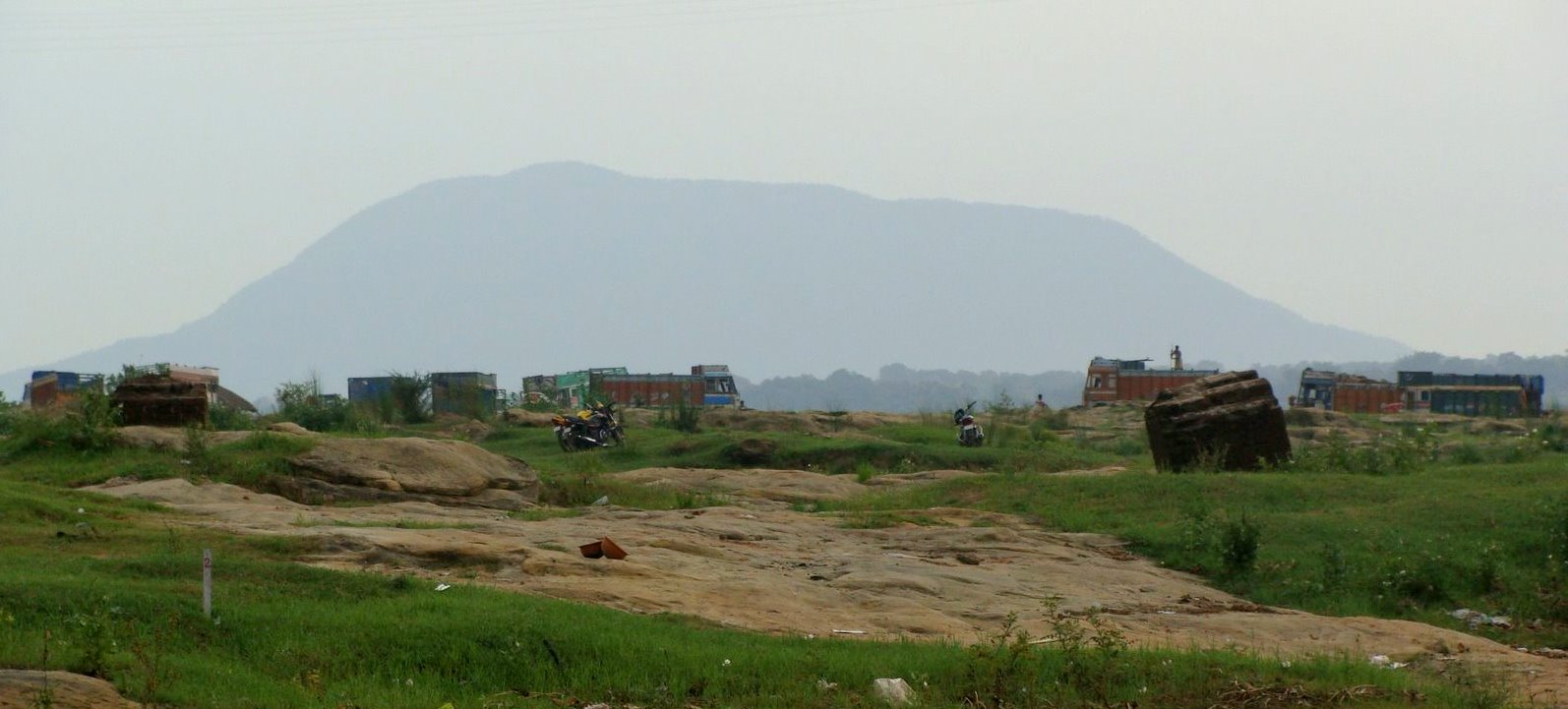
Biharinath Hill

Der Distrikt Bankura (Bengali: বাঁকুড়া জেলা) ist ein Distrikt des indischen Bundesstaats Westbengalen. Hauptstadt ist die gleichnamige Stadt Bankura.

## Geografie
Der Distrikt Bankura grenzt im Norden und Nordosten an den Distrikt Bardhaman, im Südosten an den Distrikt Hugli, im Süden an den Distrikt Pashchim Medinipur und im Westen an den Distrikt Purulia. Die nordöstliche Distriktgrenze wird zum größten Teil vom Fluss Damodar, der im weiteren Verlauf in den Fluss Bodai übergeht, gebildet. Weitere größere Flüsse sind Dwarakeswar und Kangsabati, die alle einen südwestlichen Verlauf nehmen. Physiogeographisch liegt der Distrikt in einer Übergangszone zwischen den Schwemmlandebenen Bengalens im Osten und der Hochebene von Chhota Nagpur im Westen. Nach Westen hin steigt die Höhe über dem Meeresspiegel langsam an und die flache Ebene geht in ein Hügelland über, das von einzelnen Felsen durchzogen ist. Die durchschnittliche Höhe liegt bei ca. 100 m ü. d. M.; einige Hügel (z. B. Biharinath und Susunia) erreichen jedoch Höhen von über 450 m. Das Klima ist meist schwül und vor allem in den Monsunmonaten Mai bis Oktober auch regenreich.

## Geschichte

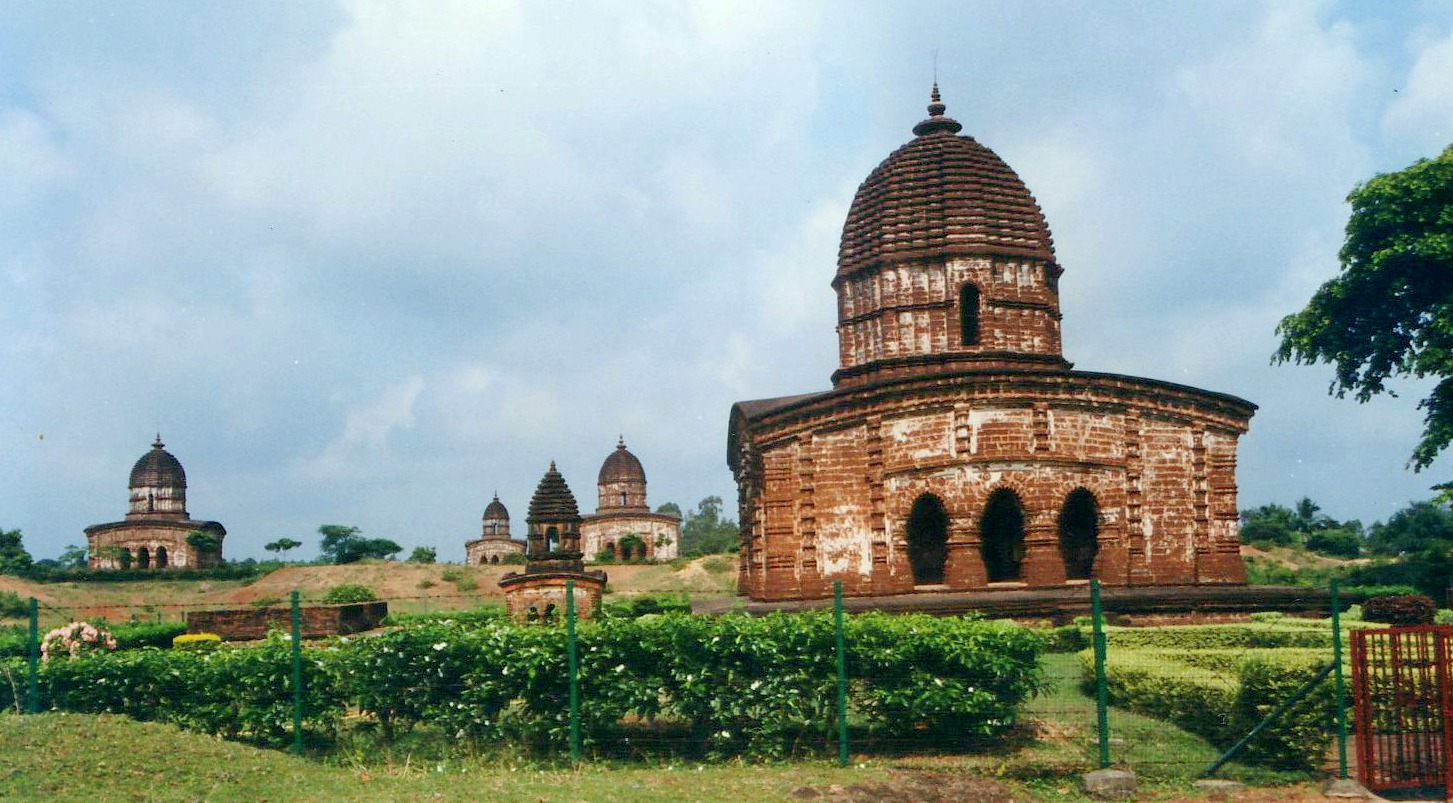
Bishnupur – Tempelkomplex

Das fruchtbare Schwemmland im Gangesdelta hat die Menschen bereits früh zur Sesshaftigkeit veranlasst – zu den ersten Zeugnissen in Bengalen gehört die Ausgrabungsstätte von Dihar bei Bishnupur. Seit dem Mittelalter existieren vereinzelte Quellen, die mit der Ankunft des Islam im 13. und 14. Jahrhundert zahlreicher und verlässlicher werden. Trotz der starken militärischen und ideologischen Präsenz des Islam in Westbengalen konnte sich unter der zwar tributpflichtigen, ansonsten aber weitgehend unabhängig regierenden hinduistischen Malla-Dynastie in Bishnupur und Umgebung ein eigenes Königreich halten. Im Jahr 1576 geriet Bengalen unter die Kontrolle des Mogulreichs, dessen Herrschaft im 18. Jahrhundert sukzessive von den Briten abgelöst wurde. Ein Distrikt West Burdwan in etwa den heutigen Grenzen wurde im Jahr 1879 gebildet und im Jahr 1881 in Bankura umbenannt. Die Distriktgrenzen blieben seitdem weitgehend unverändert.

## Bevölkerung

### Übersicht
Hindus dominieren in den Dörfern auf dem Lande (insgesamt ca. 84 % der Gesamtbevölkerung); in den Städten ist der Anteil von Moslems (insgesamt nur ca. 8 % der Gesamtbevölkerung) ebenfalls bedeutsam. Wie bei Volkszählungen im Norden Indiens üblich, übersteigt der männliche Bevölkerungsanteil den weiblichen um ca. 5 %. Ca. 91,5 % der Menschen leben in Dörfern auf dem Land und nur ca. 8,5 % leben in Städten.

### Einwohnerentwicklung
In den ersten Jahrzehnten des 20. Jahrhunderts wuchs die Bevölkerung nur schwach. Dies wegen Seuchen, Krankheiten und Hungersnöten. Seit der Unabhängigkeit Indiens hat sich die Bevölkerungszunahme beschleunigt. Während die Bevölkerung in der ersten Hälfte des 20. Jahrhunderts um rund 18 % zunahm, betrug das Wachstum in den fünfzig Jahren zwischen 1961 und 2011 116 %. Die Bevölkerungszunahme zwischen 2001 und 2011 lag bei 12,65 % oder rund 404.000 Menschen. Offizielle Bevölkerungsstatistiken werden seit 1901 geführt und veröffentlicht.
| Jahr      | 1901      | 1911      | 1921      | 1931      | 1941      | 1951      | 1961      | 1971      | 1981      | 1991      |
| Einwohner | 1.116.411 | 1.138.670 | 1.019.941 | 1.111.721 | 1.289.640 | 1.319.259 | 1.664.513 | 2.031.039 | 2.374.815 | 2.805.065 |

### Volksgruppen
In Indien teilt man die Bevölkerung in die drei Kategorien general population, scheduled castes und scheduled tribes ein. Die scheduled castes (anerkannte Kasten) mit (2011) 1.174.447 Menschen (32,65 Prozent der Bevölkerung) werden heutzutage Dalit genannt (früher auch abschätzig Unberührbare betitelt). Die scheduled tribes sind die anerkannten Stammesgemeinschaften mit (2011) 368.690 Menschen (10,25 Prozent der Bevölkerung), die sich selber als Adivasi bezeichnen. Zu ihnen gehören in Westbengalen 40 Volksgruppen. Mehr als 5000 Angehörige zählen die Santal (288.992 Personen oder 8,31 % der Distriktsbevölkerung), Bhumij (39.185 Personen oder 1,09 % der Distriktsbevölkerung) und Kora (13.204 Personen oder 0,37 % der Distriktsbevölkerung).
Besonders hohe Anteile an Menschen der anerkannten Stammesgemeinschaften haben die Blocks Ranibundh (47,07 %), Hirbandh (28,40 %), Raipur (27,66 %), Khatra (22,02 %), Chhatna (20,50 %), Sarenga (19,11 %), Saltora (18,90 %), Simlapal (14,88 %) und Taldangra (13,93 %).

## Verwaltungsgliederung
Im Jahr 2024 war der Distrikt in drei Subdivisionen und 22 Community Development Blocks (CD Blocks) unterteilt:
- Subdivision Bankura Sadar mit den acht CD Blocks Bankura I, Bankura II, Barjora, Chhatna, Gangajalghati, Mejia, Onda und Saltora;
- Subdivision Khatra mit den acht CD Blocks Khatra, Indpur, Hirbandh, Ranibandh, Raipur, Sarenga, Simlapal und Taldangra;
- Subdivision Bishnupur mit den sechs CD Blocks Bishnupur, Indas, Joypur, Patrasayer, Kotulpur und Sonamukhi.

Im Jahr 2024 gab es im Distrikt drei Municipalities (mit Einwohnerzahl nach der Volkszählung 2011):
- Bankura (137.386)
- Bishnupur (67.783)
- Sonamukhi (29.085)

## Wirtschaft
Der Distrikt ist immer noch in hohem Maße landwirtschaftlich orientiert; angepflanzt werden hauptsächlich Reis, Weizen und Mangos aber auch Jute. Wegen der relativen Höhenlage ist der Distrikt trockener und damit weniger ertragreich als das übrige Westbengalen. Es gibt eine bedeutende Ölsaatenproduktion und -weiterverarbeitung.

## Sehenswürdigkeiten
Die Hauptsehenswürdigkeiten des Distrikts stammen allesamt aus der späten Malla-Zeit, d. h. aus dem 17. und 18. Jahrhundert: Es sind dies vor allem die Bengalischen Tempel von Bishnupur; erwähnenswert ist jedoch auch der Turmtempel im Dorf Bahulara. In der Stadt Bishnupur gibt es ein Museum; in der gesamten Region werden kleine Terracotta-Figürchen als Souvenirs produziert.

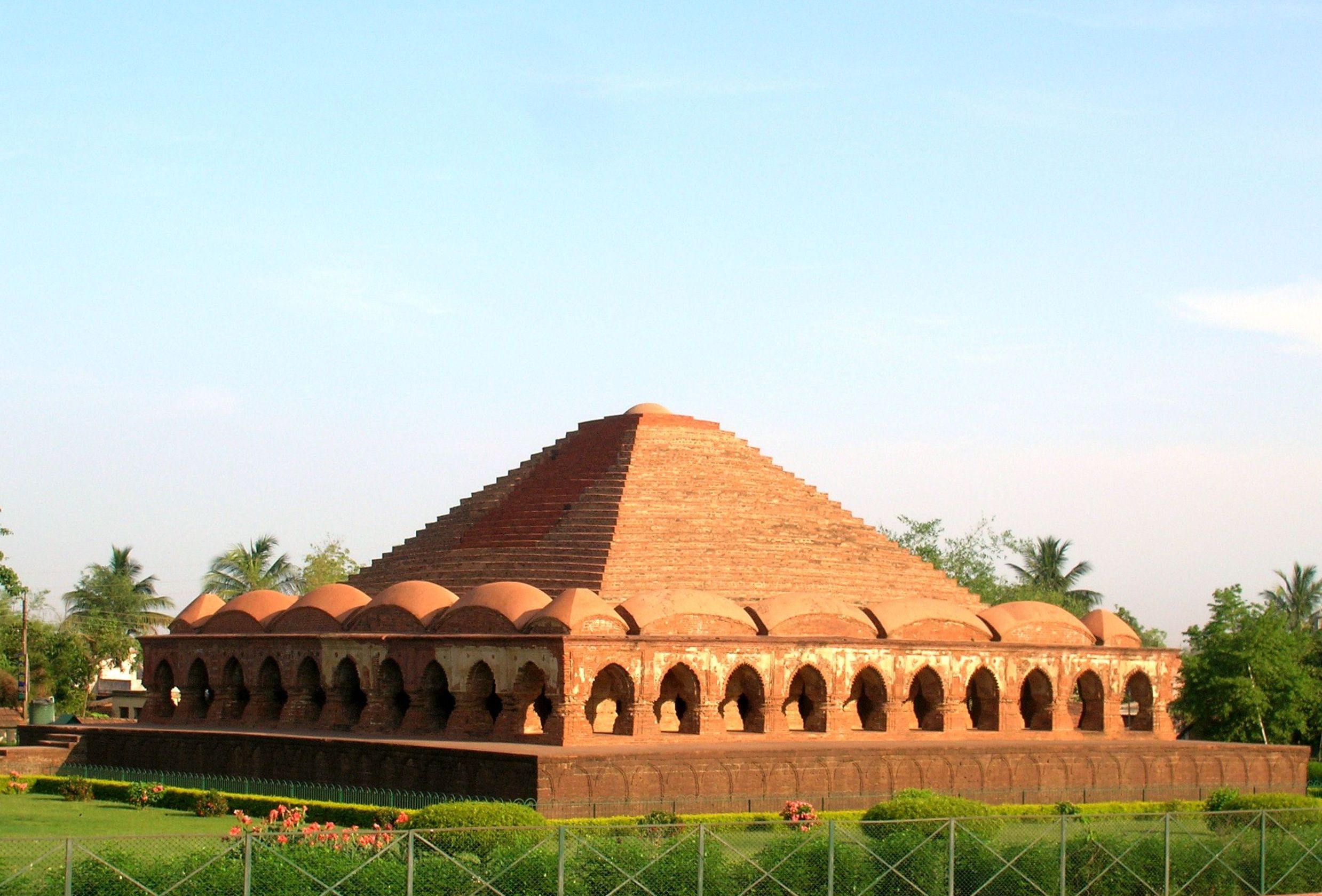
Bishnupur, Rasmancha-Tempel (um 1600)
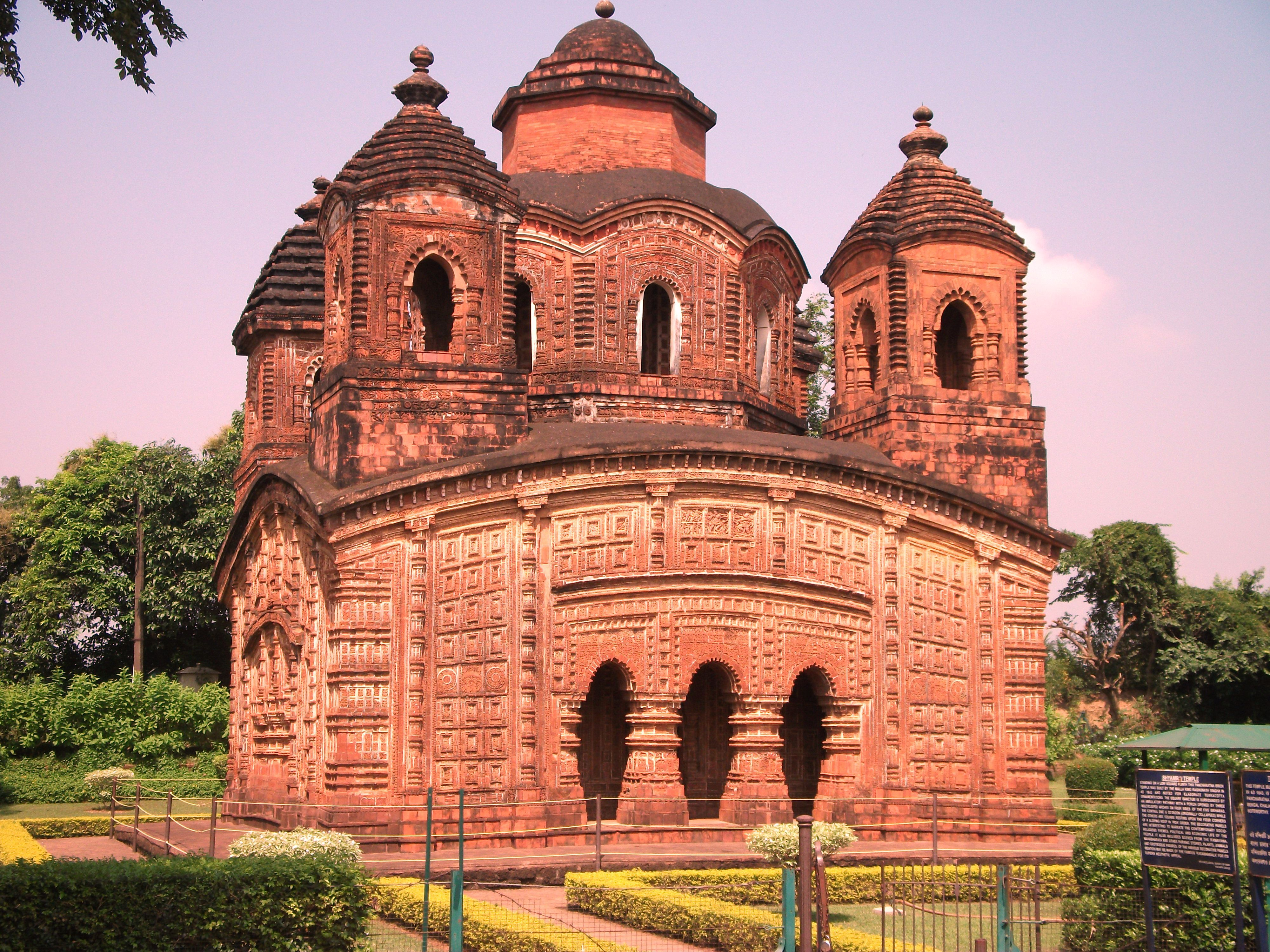
Bishnupur, Shyam Ray Tempel (1643)
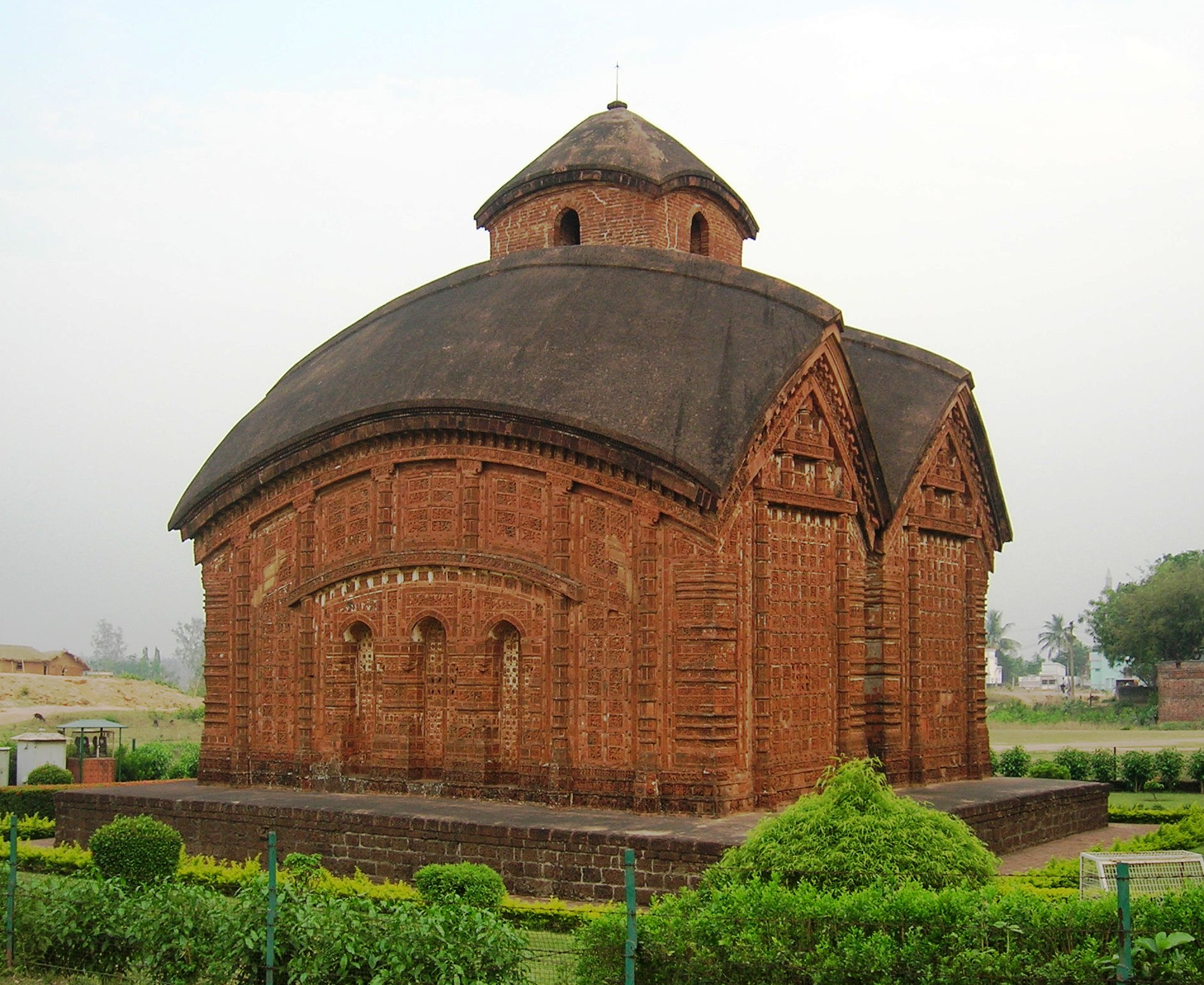
Bishnupur, Jor-Bangla-Tempel (1655)
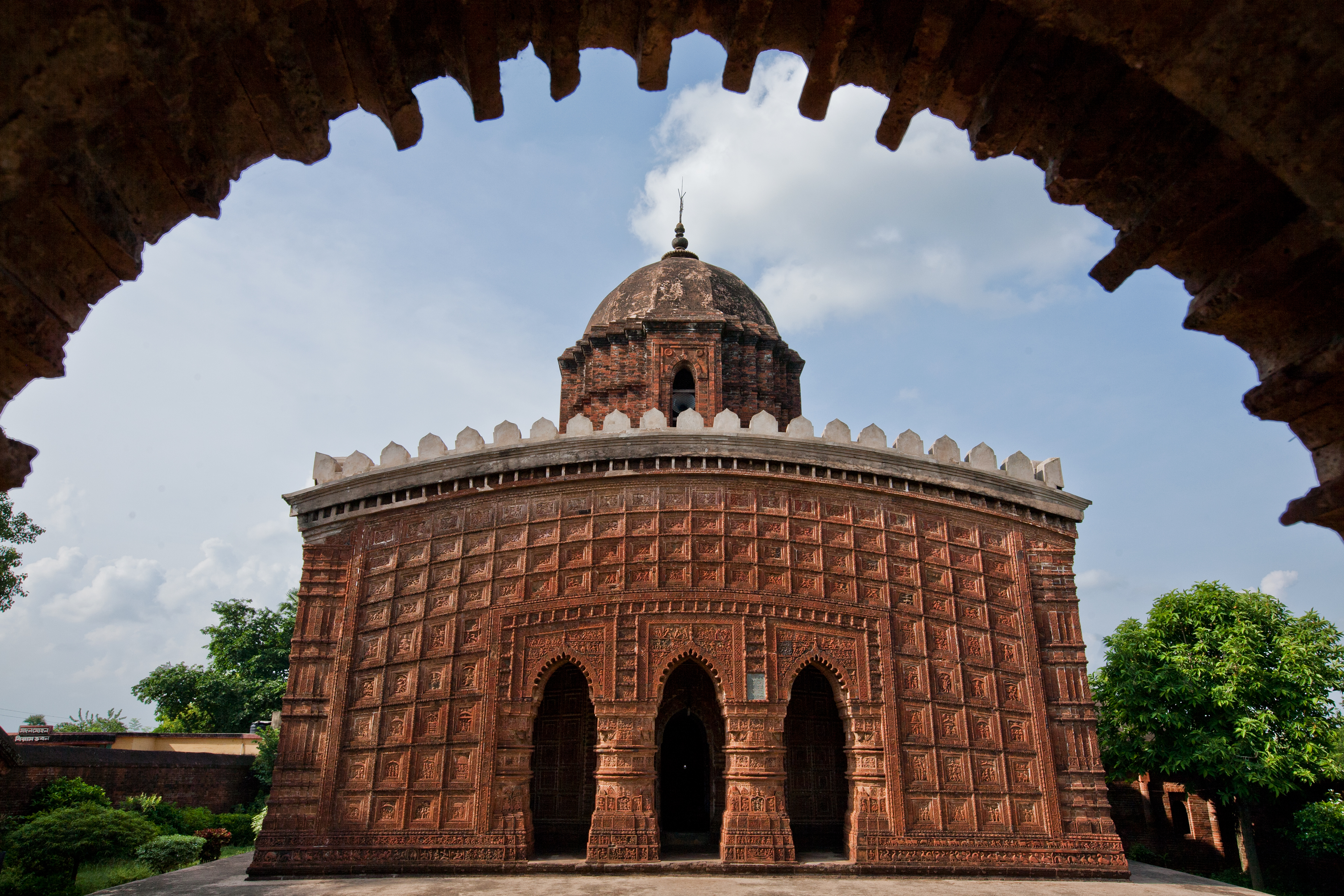
Bishnupur, Madan Mohan-Tempel (1694)
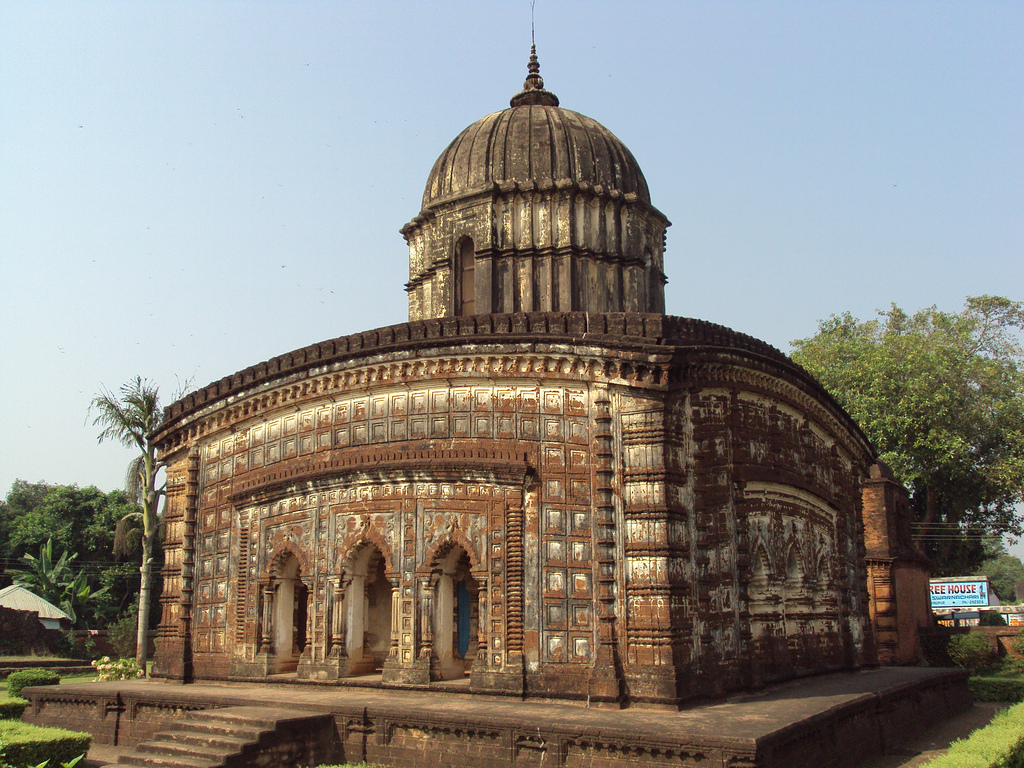
Bishnupur, Radhashyam Tempel (1758)